# Остфалия

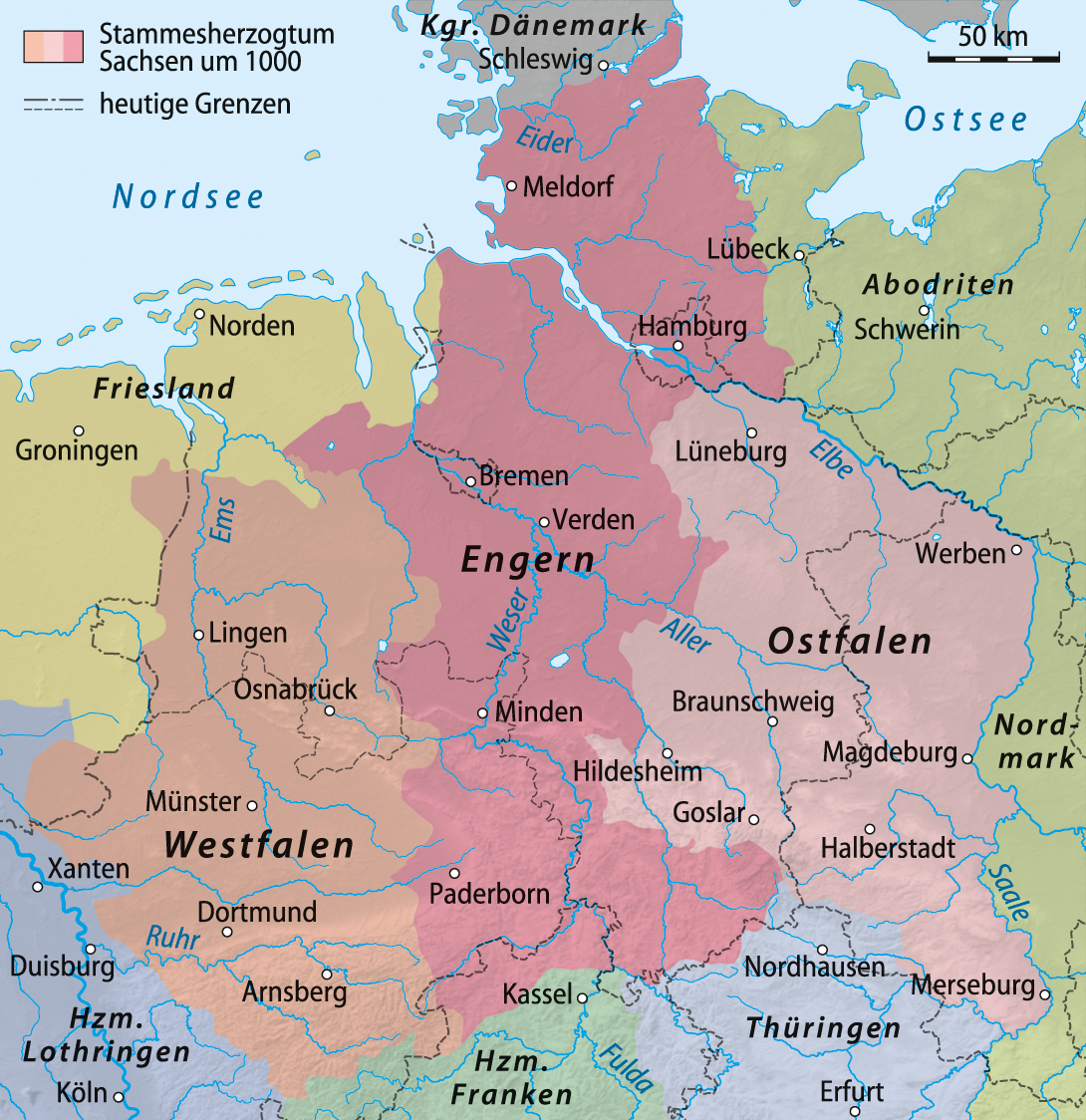
Карта Саксонского герцогства на рубеже X и XI веков

Остфалия (нем. Ostfalen) — историческая область в Германии, восточная часть древнего Саксонского герцогства. Расположена между Эльбой и реками Лайне, Зале и Унштрут на территории современных федеральных земель Нижняя Саксония и Саксония-Анхальт. На её территории сохранился характерный остфальский диалект.

## История
Саксонские войны Карла Великого завершились в 785 году поражением саксов и крещением герцога Видукинда. Последовала принудительная христианизация саксов, были основаны епархии Хильдесхайма и Хальберштадта с границей по реке Окер. Саксонские земли были интегрированы во Франкское государство и поделены на области Вестфалию, Остфалию и расположенную между ними землю ангривариев (Engern). Корень -фалия имеет германское происхождение и первоначально обозначал равнину, разделённую рекой Везером на западную и восточную части.
После того как в 1180 году на Генриха Льва была наложена имперская опала, Остфалия была разделена на более мелкие области, такие как герцогство Брауншвейг-Люнебург, которое в качестве феода заполучил в 1235 году Оттон I Дитя. Другие части Остфалии в этот период были светскими владениями епископов Хальберштадта и Хильдесхайма, а также архиепископа Магдебургского. К Остфалии относились также Кведлинбург, имперский округ Гослар и графства Бланкенбург и Вернигероде. В результате дроблений при наследовании, уделы становились всё мельче и многочисленней. Вскоре распалось и герцогство Брауншвейг-Люнебург, его крупнейшим осколком стало княжество Брауншвейг-Вольфенбюттель. Со временем, объединяющая этот регион остфальская идентичность полностью стёрлась.